# 八田與一故居群
23°07′31″N 120°12′55″E / 23.125141°N 120.215303°E
八田與一故居群，位於臺灣臺南市官田區，鄰近烏山頭水庫，原為臺灣日治時期興建的烏山頭職員宿舍區。該宿舍群始建於大正9年（1920年），並於大正10年（1921年）完工，主要作為參與烏山頭水庫工程的日籍技師與工程人員的居住空間。
2009年，交通部觀光局西拉雅國家風景區管理處著手進行修復工程，針對宿舍內四棟建築進行整修。該處現以八田與一紀念園區之名營運，並納入烏山頭水庫風景區的一部分對外開放，現登錄為臺南市歷史建築。

## 沿革
大正9年（1920年），嘉南大圳正式動工，在進行準備工程前。時任臺灣總督府土木局技師八田與一堅持在烏山頭興建員工及眷屬宿舍，認為唯有提供員工家庭同住的條件，才能提高工作效率並穩定人心。同年9月，烏山頭宿舍群開始建設，並於大正10年（1921年）間竣工。宿舍的用地屬於事務部管理，建設部則負責營繕施工，供職員及工人居住使用。同時，工程團隊亦鋪設了連接番子田與烏山頭之間的複線專用鐵道。據估計，宿舍區全盛時期的居民數超過一千人，形成一個相當龐大的聚落。宿舍群內包括所長及高級幹部的官舍，以及技術人員宿舍。根據現存的烏山頭構內宿舍平面圖，聚落依職級劃分為甲、甲一、甲二、乙一、乙二、丙、丁、丁一等不同規格的房舍，並依居住者的階級劃設出獨立區塊，以安置不同職級的員工。宿舍區的行政中心設於東南角的烏山頭出張所事務所，八田與其家庭所居住的高階技師宿舍亦位於此地。此外，宿舍群內設有弓箭場、網球場、游泳池、販賣部與俱樂部等設施。
第二次世界大戰結束後，嘉南農田水利會（今農田水利署嘉南管理處）對宿舍管理分為兩個層級：一是由水利會本部統籌管理，包括財務組下的營繕股與土地股，分別負責宿舍的修繕及土地管理，營繕股設有工班負責修繕事務；工務組下設計股則負責新建宿舍設計。後來相關業務整併至總務組，由庶務股統籌管理。烏山頭事務所於1964年白河地震中受損嚴重，因不堪修復而被拆除，部分宿舍亦因受損嚴重而拆毀。1980年代初期，嘉南農田水利會因財務壓力，決定釋出所有土地以換取資金挹注，最終僅保留事務所一帶向北延伸至八田宿舍北側溪流以北的土地，此時僅僅存三棟宿舍和少許殘蹟。
2009年5月，交通部觀光局西拉雅國家風景區管理處主政辦理「八田與一紀念園區」計畫。5月8日，時任中華民國總統馬英九前往烏山頭水庫出席「八田與一技師逝世67週年追思音樂會」，並正式宣布將推動紀念園區計畫，編列約1億元修復經費，預計2年內完成工程，並由嘉南農田水利會接手後續管理同年7月30日，西拉雅國家風景區管理處舉辦「愛·無國界～八田與一紀念園區——故居測繪暨修復儀式」，活動結合臺、日傳統祭拜儀式。12月21日，烏山頭故居群正式公告登錄為歷史建築。
由於部分建築受損嚴重，特別是八田宅在修復前僅存地基，修復過程格外艱鉅。為確保修復精準度，中冶環境造形顧問有限公司負責修復設計，負責人郭中端帶隊三度赴日本，前往八田的故鄉石川縣金澤市進行考據調查，並引進日本木匠技術，邀集八田遺族、友人及相關民間組織共同參與。紀念園區於2010年3月25日動工，次年4月25日竣工，並於該年（2011年）5月8日，即八田與一忌日當天啟用，馬英九、臺南市市長賴清德、前日本首相森喜朗及其率領之日本國會議員參加落成典禮，四幢己完成的日式宿舍分別為「八田宅」、「田中/市川宅」、「赤堀宅」及「阿部宅」。
啟用典禮以傳統藝陣及十鼓擊樂團揭開活動序幕，八田基金會新韻合唱團演唱日語歌曲（福爾摩沙 水庫之父）、官田慈聖宮以迎神安座祈福方式，感謝工程順利完成。下午2點於烏山頭水庫八田與一銅像前舉行了八田與一技師逝世69週年追思會，共有300多名日本人參加，八田與一技師的家屬，包括八田與一的長孫八田修一、長媳八田綾子、五女佐藤玲子、六女八田成子，皆到場追思。
2019年，西拉雅國家風景區管理處舉辦「八田與一紀念園區」戶外景觀工程啟用典禮。此次戶外景觀設計以日本石川縣金澤市的兼六園為藍本。

## 建築
八田與一故居群現今共保存約5.1公頃，整體形式涵蓋獨棟型、雙拼型、四連棟、八連棟等多種型式。這些宿舍與其餘日治時期官舍在建築樣式、規模、材料等方面皆屬普遍形式。由於當時短時間內需興建大量宿舍，因此多採權宜工法。宿舍群中有8棟獨立建物位於烏山頭職員宿舍區東南側，為八田與一技師及其他幾位主要技師的住所。
宿舍多採高架地板設計，並於地板下鋪設混凝土基礎，以磚砌柱體防止蟻害；室內天花板高度加高，窗台下設有通氣口，門窗上加裝「無雙窗」以促進通風。宿舍外圍皆以磚牆圍繞。

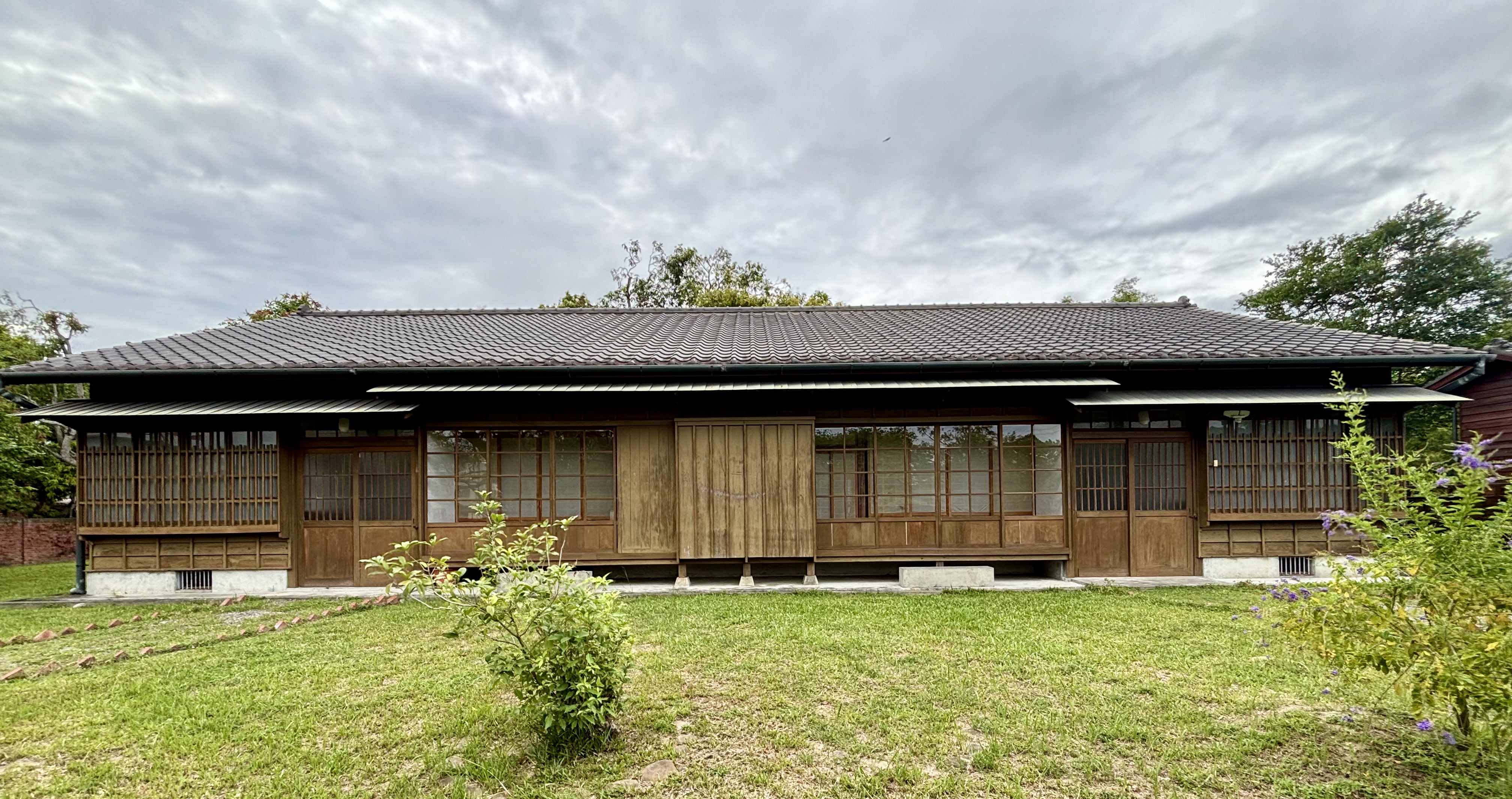
市川及田中宅
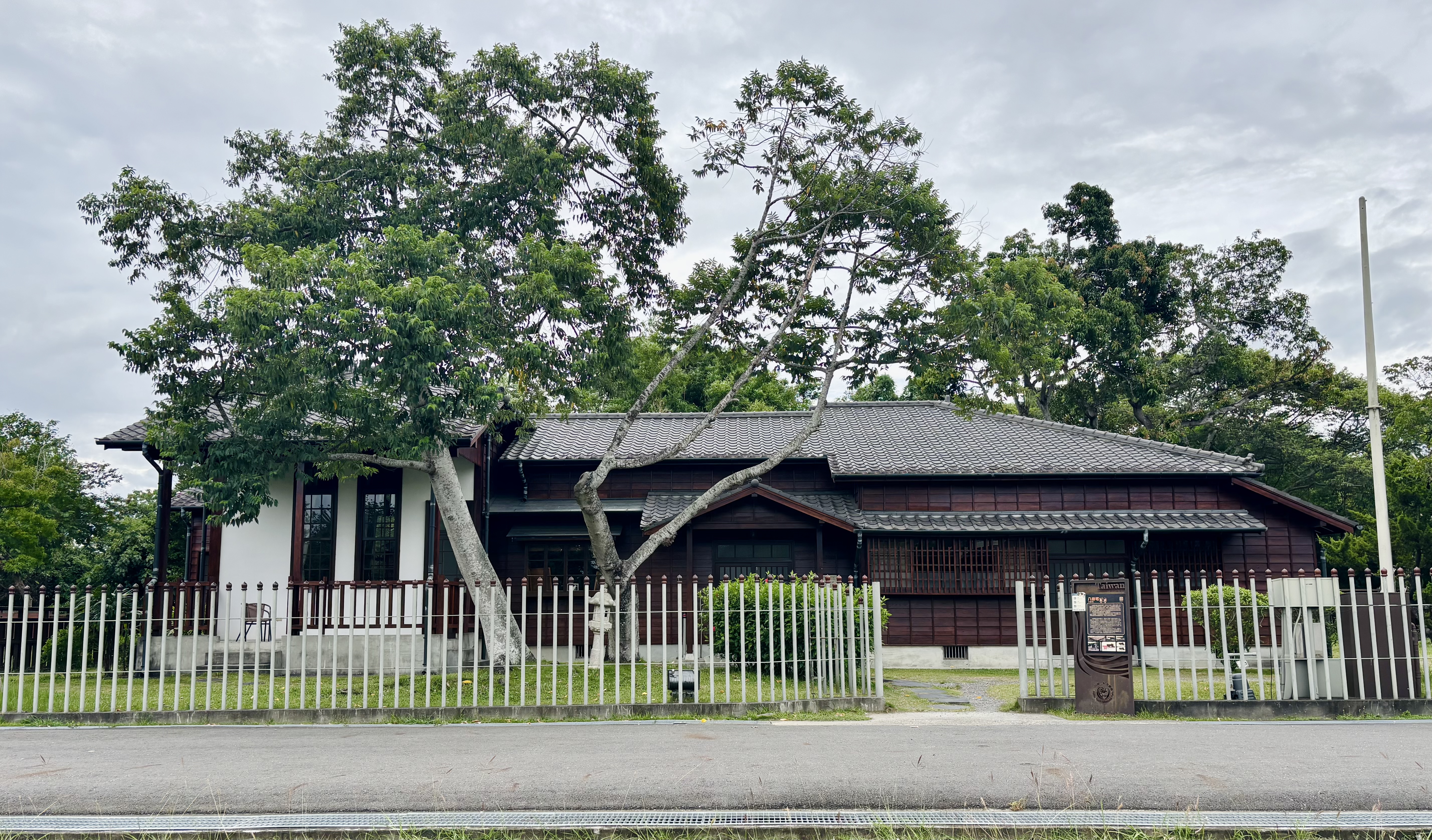
八田宅
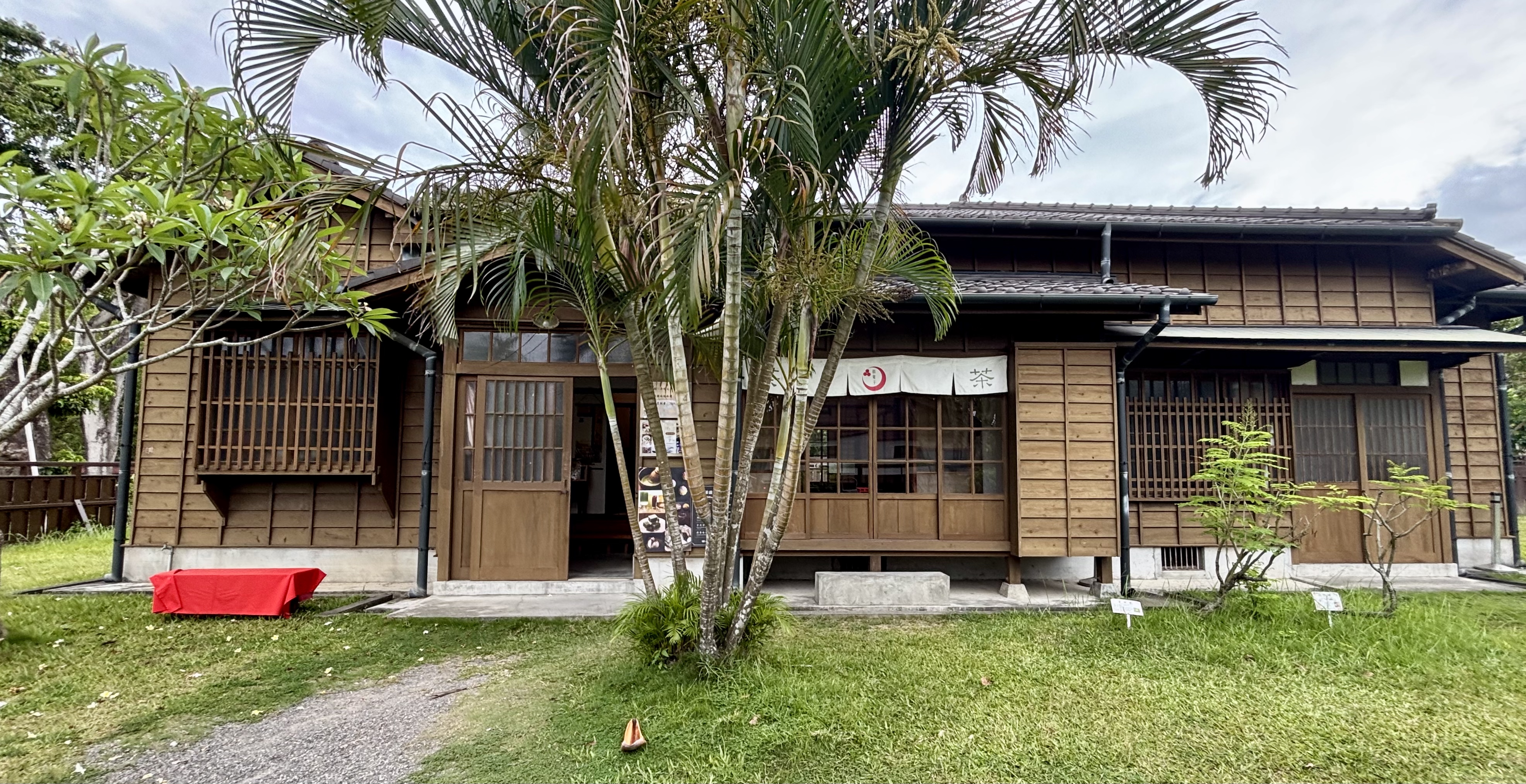
赤堀宅
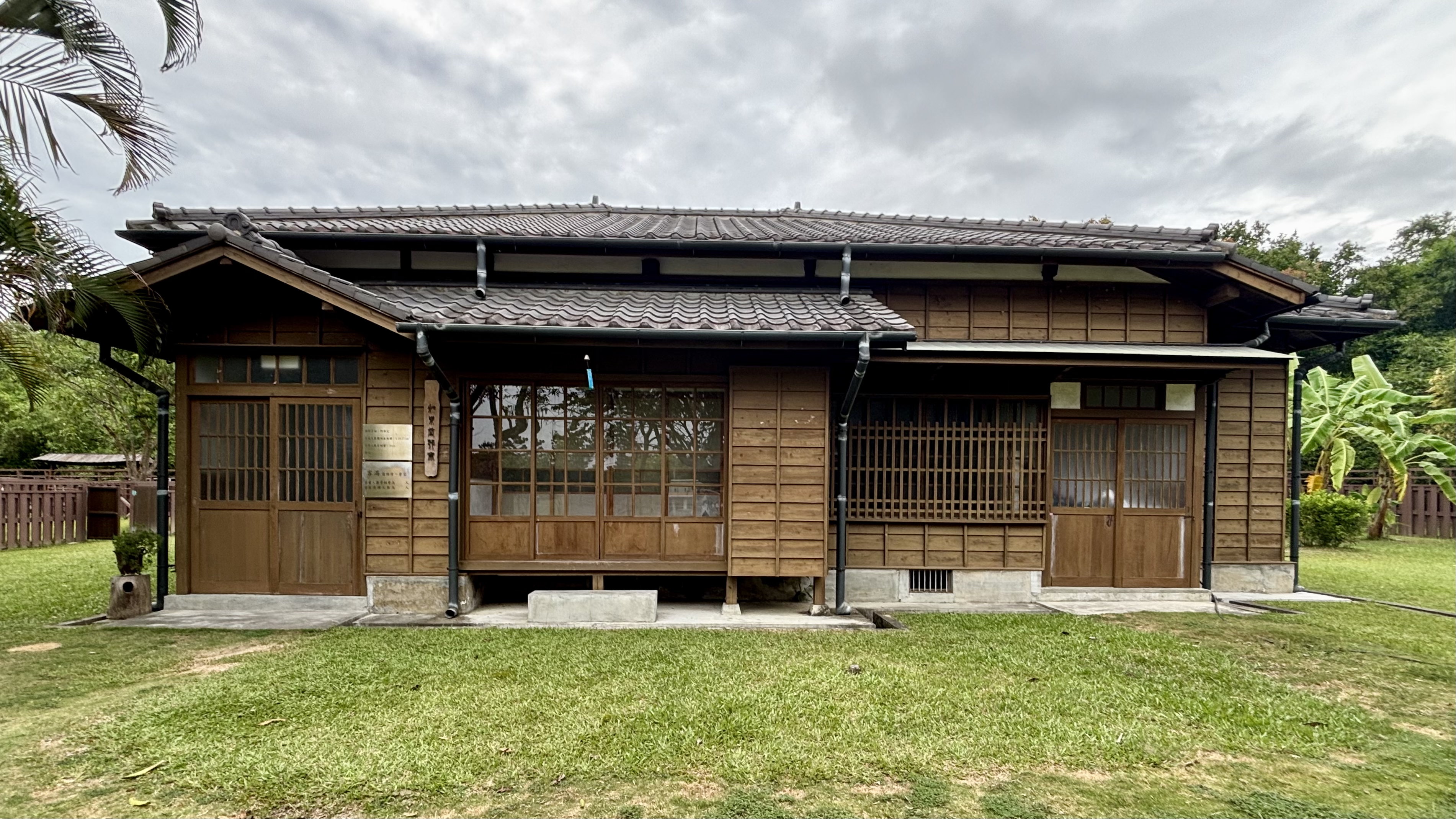
阿部宅

### 市川及田中宅
原為機械係技師市川勝次及田中義一之宿舍，日治時期亦曾作為俱樂部及布教所使用。戰後由水利會課長級職員使用，直至近年因住戶退休而清空。該建築為雙拼式格局，庭園以磚牆分隔。外牆為雨淋板構造，屋頂覆以日本瓦，窗戶為出格子樣式。整體格局對稱，呈長方形佈局，正立面由玄關進入，接續取次（玄關大廳）、押入及廊下。兩戶外側各有兩間和室，後方設有炊事場與浴室；兩戶內側各有三間和室，並有緣側空間。中央設置押入及床之間空間，以牆面區隔。主要壁體為小舞壁構造，玄關內牆為羽木板張。該建築現由賴本園文教基金會承租。

### 八田宅

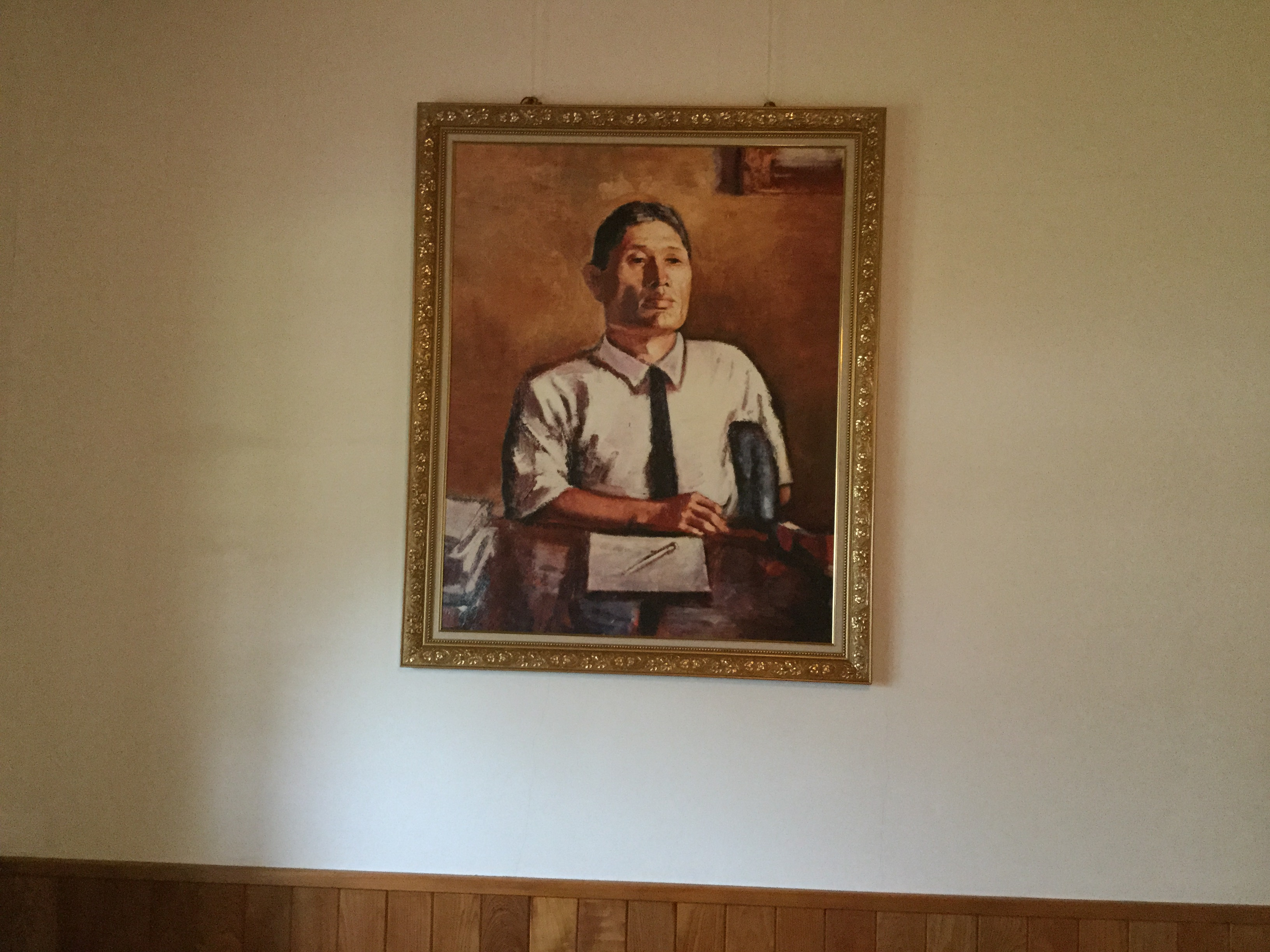
設於八田宅的八田與一肖像畫。

為八田家族居住宿舍，原室內以日式風格為主，北側庭院內設有日式庭園，包含水池、碎石子步道、石燈籠等景觀元素。建築西側曾增建一棟洋館，2009年修復調查時發現其基礎遺跡與原洋式空間的磁磚牆痕跡。
該建築整體格局由多個長方形空間組成，自玄關進入後北向為兩間和室，延伸至緣側；東側為和室及廊下空間，並設有前室與和室；西側則為應接室（洋室），再由東側進入廊下，北向延伸為面積更大的應接室，並可通往東側後陽台。炊事場與浴室位於東北角。八田離職後，該宿舍空間大致維持原樣，另有說法稱其曾用作俱樂部。經重建後，該宅作為主要展覽空間開放參觀。由於原室內家具與設備已蕩然無存，石川縣北国新闻曾發起日式家具捐贈活動，並運送至台灣後布置展示空間。
2013年9月1日，八田宅庭院舉辦「八田外代樹夫人雕像揭幕」典禮。

### 赤堀宅
原為機械係長藏成信一宿舍，後由烏山頭出張所所長赤堀氏居住。戰後為水利會職員宿舍，長期未修繕，曾呈半倒狀態。2009年修復前尚有住戶居住，內部隔間曾多次改動，並有增建部分。庭園內留有水池遺跡。建物保留狀況較完整，屬獨棟日式宿舍，外牆有三種形式：原雨淋板、整修時代替雨淋板的木板牆，以及後期增建的水泥磚牆。應接室設有出格子窗戶與紅磚基礎，門柱帶有装饰风艺术泥塑裝飾。空間格局類似八田宅，無後陽台空間，玄關進入後西向僅有一間洋室，東側為緣側與和室，廊下位於炊事場西側。牆體為真壁式構造，小舞壁工法仍可見。該建築現由蔦町和菓子店經營。

### 阿部宅
原為堰堤係長阿部貞壽宿舍，阿部後來接任八田職務成為烏山頭事務所所長。阿部離職後，此處一度作為俱樂部使用，亦曾作為單身宿舍。
屋頂鋪設日本瓦與鬼瓦，外牆多為木製雨淋板（或稱下見板張），東南側增建部分為磚造水泥牆面，東北側增建部分為磚牆。基礎為卵石水泥砂漿結構。阿部宅空間組成與藏成宅相似，僅玄關西側無其他空間，牆體同為真壁式構造，小舞壁工法完工。該建築現由知樂堂琴齋經營。

### 其他
園區內另有兩棟戰後興建之建築物，分別為水利會檔案室及一棟廢棄空屋。檔案室現已改作動畫館使用。

## 另見
- 烏山頭水庫

## 外部連結
- 八田與一文化藝術基金會官方網站
- 烏山頭風景區 （页面存档备份，存于）